# Министерство на търговията, промишлеността и труда на България
Министерството на търговията, промишлеността и труда (МТПТ) е министерство в България, съществувало в периода 1911–1944 година, с прекъсване през 1934–1935.

## История
Министерството на търговията, промишлеността и труда е създадено с изменение на конституцията от 11 юли 1911 г. при разделянето на Министерство на търговията и земеделието на две отделни министерства – Министерство на земеделието и държавните имоти и МТПТ. До учредяването му търговията и промишлеността са подведомствени на Министерството на финансите (1879–1893) и МТЗ (1893–1911). През 1934–1935 г. МТПТ временно се слива с МЗДИ в Министерството на народното стопанство (МНС).
В годините министерството има следната структура: Централно управление (включващо Кабинет на министъра, Бюджетно-контролен отдел и др. административни служби), отделения за търговията, промишлеността и труда, за минните кариери и минералните води, държавна печатница и на статистиката, които по-късно прерастват в отдели, а от 1936 г. – в дирекции.

### Структурни промени
През 1941–1944 г. към министерството са учредени „Главно комисарство на снабдяването“ (за борба срещу черната борса и военновременната спекула, контрол и разпределение на хранителната и индустриалната продукция и вносните и местните суровини). „Дирекция на вътрешната търговия, индустрията и занаятите“ (за ръководство на индустриалното и занаятчийско производство, издаване на разрешителни за откриване и разширяване на предприятия, контролиране вноса на суровини и минерали за индустриалното производство, сключване на търговски спогодби и договори с чужди страни, проучване на чуждестранните пазари и др.); „Дирекция на труда“ (за сключване на трудови договори, уреждане на трудови конфликти, контрол на хигиената на труда, работната заетост, материалното обезпечаване на работещите и др.); Дирекция „Природни богатства“ (за проучване и експлоатация на природните богатства и минералните води в България, контрол на концесиите за каменни въглища и др.).
С Наредба-закон от 27 октомври 1944 г. МТПТ е преструктурирано в Министерство на търговията и промишлеността (МТП).

## Структура
- Централно управление
  - Кабинет на министъра
  - Бюджетно-контролен отдел
- Главно комисарство на снабдяването

- Специализирана администрация
  - Дирекция на вътрешната търговия, индустрията и занаяти
  - Дирекция на „Външната търговия“
  - Дирекция на труда

- Обща администрация
  - Изравнителен фонд на цените
  - Отделение за мини и кариери
    - Отдел „Минни и геоложки проучвания“
    - Отдел „Електрификация“

  - Отделение за мини, кариери и минерални води
    - Отдел „Минерални бани и извори“